# 郑安娜
郑安娜（Anna Sofie Jakobsen，或Anna Cheng，1860年11月8日—1913年）是一位在中国传教的挪威传教士，属于Evangelical Lutheran Free Church和中国内地会。

## 生平
郑安娜于1860年11月8日出生在挪威的克里斯蒂安桑。她曾是一位名叫克里斯蒂安·拉斯穆森的商人的女仆。1879年，他们两人都与英国的中国内地会建立了联系。四年后，瑞典裔美国传道人弗雷德里克·弗兰森（Fredrik Franson）来到这座城市，在拉斯穆森的家中召集聚会。郑安娜是响应呼召的人之一。1884年，她参加了弗兰森在奥斯陆举办的第一次传道者课程。那年晚些时候，她去了英国，在那里她被中国内地会接纳。1885年11月18日，她作为第一批挪威传教士，与索菲·鲁特（Sophie Reuter）一起航行到中国。她被安置在山西省的霍州工作。
当郑安娜宣布她打算嫁给一位中国基督教传道者Cheng Xiuqi"郑秀琪"时，在《字林西报》上对她发起了激烈的反对。她被迫从内地会辞职。这门婚姻当时并没有被传教士领袖和西方社区接受。于是这对夫妇在泽州（今山西晋城）创建独立差会“郑安娜差会”（Anna Cheng's Mission）。1900年，郑安娜夫妇在克里斯蒂安桑度假时，当地一些基督徒对她丈夫的欢迎，令郑安娜感到非常失望。不过，他们的差会得到了挪威的财政支助，即使在郑安娜死后，这种支持仍然存在。

## 纪念
2010年秋天，克里斯蒂安桑郑安娜家墙上的一块纪念牌匾揭幕。在去中国之前，她和索菲·鲁特都曾在那里工作。